# 酵素性チオールトランスヒドロゲナーゼ (グルタチオン-ジスルフィド)
酵素性チオールトランスヒドロゲナーゼ (グルタチオン-ジスルフィド)（enzyme-thiol transhydrogenase (glutathione-disulfide)）は、グルタチオン代謝酵素の一つで、次の化学反応を触媒する酸化還元酵素である。
[キサンチンデヒドロゲナーゼ] + グルタチオンジスルフィド {\displaystyle \rightleftharpoons } [キサンチンオキシダーゼ] + 2 グルタチオン
反応式の通り、この酵素の基質はキサンチンデヒドロゲナーゼとグルタチオンジスルフィド、生成物はキサンチンオキシダーゼとグルタチオンである。
組織名は[xanthine-dehydrogenase]:glutathione-disulfide S-oxidoreductaseで、別名に[xanthine-dehydrogenase]:oxidized-glutathione S-oxidoreductase、enzyme-thiol transhydrogenase (oxidized-glutathione)、glutathione-dependent thiol:disulfide oxidoreductase、thiol:disulphide oxidoreductaseがある。